# Serra da Peneda
A Serra da Peneda localizada no sistema montanhoso Peneda-Gerês, no Parque Nacional da Peneda-Gerês. Eleva-se na sua cota máxima a 1336 metros de altitude. É limitada a norte pelo rio Minho e a sul pelo rio Lima.
Nesta serra nasce o rio da Peneda que termina na mistura das águas com o rio Laboreiro, seguindo para o rio Lima, na zona da albufeira do Alto Lindoso.